# CSRP3
CSRP3 (англ. Cysteine and glycine rich protein 3) – білок, який кодується однойменним геном, розташованим у людей на короткому плечі 11-ї хромосоми. Довжина поліпептидного ланцюга білка становить 194 амінокислот, а молекулярна маса — 20 969.
| 10         |  | 20         |  | 30         |  | 40         |  | 50         |
| ---------- |  | ---------- |  | ---------- |  | ---------- |  | ---------- |
| MPNWGGGAKC |  | GACEKTVYHA |  | EEIQCNGRSF |  | HKTCFHCMAC |  | RKALDSTTVA |
| AHESEIYCKV |  | CYGRRYGPKG |  | IGYGQGAGCL |  | STDTGEHLGL |  | QFQQSPKPAR |
| SVTTSNPSKF |  | TAKFGESEKC |  | PRCGKSVYAA |  | EKVMGGGKPW |  | HKTCFRCAIC |
| GKSLESTNVT |  | DKDGELYCKV |  | CYAKNFGPTG |  | IGFGGLTQQV |  | EKKE       |

A: Аланін

C: Цистеїн

D: Аспарагінова кислота

E: Глутамінова кислота

F: Фенілаланін

G: Гліцин

H: Гістидин

I: Ізолейцин

K: Лізин

L: Лейцин

M: Метіонін

N: Аспарагін

P: Пролін

Q: Глутамін

R: Аргінін

S: Серин

T: Треонін

V: Валін

W: Триптофан

Кодований геном білок за функціями належить до білків розвитку, фосфопротеїнів. 
Задіяний у таких біологічних процесах, як транскрипція, регуляція транскрипції, диференціація клітин, міогенез, альтернативний сплайсинг. 
Білок має сайт для зв'язування з молекулою актину, іонами металів, іоном цинку. 
Локалізований у цитоплазмі, цитоскелеті, ядрі.